# شل بریکوئیست
شل بریکوئیست (سوئدی: Kjell Bergqvist؛ ‏ زادهٔ ۲۳ فوریهٔ ۱۹۵۳) بازیگر اهل سوئد است.
از فیلم‌ها و مجموعه‌های تلویزیونی که وی در آن‌ها نقش داشته است، می‌توان به گزارش به خداوند، شیطان، تابو، خدا پادشاه را حفظ کند و تروریست مردم‌سالار اشاره کرد.